# 坎普斯诺武斯保利斯塔
坎普斯诺武斯保利斯塔是巴西圣保罗州的一个市镇。总面积484.577平方公里，总人口4676人，人口密度9.6人/平方公里。